# Hendrik Anthony Kramers
Hendrik Anthony Kramers (ur. 2 lutego 1894 w Rotterdamie, zm. 24 kwietnia 1952 w Oegstgeest) – fizyk holenderski, laureat Medalu Hughesa w 1951 roku i Medalu Lorentza w 1947, współtwórca przybliżenia WKB.
Był członkiem Królewskiej Holenderskiej Akademii Sztuk i Nauk. Jeden z kraterów na Księżycu został nazwany jego imieniem.